# About You
About You Holding SE (ortografie proprie ABOUT YOU) este un comerciant online german de articole de modă - îmbrăcăminte, încălțăminte și accesorii cu sediul în Hamburg . About You a fost fondată în 2014 ca o filială a Otto Group și este administrată din 2018 în portofoliul grupului ca o companie de investiții. Compania este listată la Bursa de Valori din Frankfurt din 2021. În iulie 2025, Zalando a achiziționat o participație majoritară în About You.
Compania operează magazinele online germane aboutyou.de și edited.de, precum și aplicația de cumpărături About You și este activă cu oferte paralele într-un total de 26 de țări europene.
În 2023, About You a ocupat locul patru în clasamentul celor mai bine vânduți comercianți online din segment de modă din Germania, publicat de Statista.

## Istoric
About You este activă în Germania din 5 mai 2014. Marca comercială About You a fost, de asemenea, înregistrată în luna mai a aceluiași an. Magazinul online aboutyou.de a fost creat ca parte aproiectului de comerț electronic Collins, lansat în iunie 2013 de către Grupul Otto, Benjamin Otto și conducerea actuală. Benjamin Otto, Tarek Müller, Sebastian Betz și Hannes Wiese au preluat conducerea Collins GmbH & Co. KG, care a acționat ca holding pentru noul proiect și a filialei sale About You GmbH. În cursul înființării Project Collins, Otto Group a preluat agențiile digitale NetImpact Framework și Creative-Task cu aproximativ 100 de angajați, fondate de Müller și Betz. Fondatorii Tarek Müller, Sebastian Betz și Hannes Wiese au fost, de asemenea, implicați în About You GmbH încă de la tranzacție. La 1 iunie 2015, Benjamin Otto a renunțat la funcția de director general pentru a prelua rolul de acționar contributiv la Otto Group.
În august 2015, magazinul online About You a fost lansate în Austria și Elveția. La începutul lunii octombrie 2017 a fost lansat în Olanda și Belgia, la începutul lunii august 2018 în Polonia și pe 9 octombrie 2018 în Cehia .
La trei ani de la înființare, compania About You cu sediul în Hamburg a fost evaluată de investitori la 320 de milioane de euro.
Din noiembrie 2017, About You oferă infrastructura sa de comerț electronic (software pentru operarea magazinelor online) ca produs licențiat pentru alții comercianți online, inițial sub numele About You Cloud, iar de la sfârșitul anului 2021 sub denumirea „SCAYLE – Your Commerce Engine”.
În iulie 2018, About You a fost evaluată la peste un miliard de dolari americani, devenind prima companie „unicorn” din Hamburg. Alți acționari ai companiei sunt Otto Group, cel mai mare acționar, Heartland A/S (cu o „deținere de două cifre”), SevenVentures, German Media Pool, cei trei directori generali Tarek Müller, Sebastian Betz și Hannes Wiese, precum și Benjamin Otto și Janina Özen-Otto cu compania lor Gesellschaft für Handelsbeteiligungen mbH. Din 2018, About You este administrată ca o societate de investiții în portofoliu grupului.
De la începutul lunii aprilie 2019, About You este prezent în Slovacia, Ungaria și România. În 2020, magazinele About You au fost lansate online în Slovenia, Letonia, Estonia, Lituania, Croația, Bulgaria, Danemarca, Finlanda și Suedia, iar în 2021 în Spania, Italia, Grecia și Portugalia.
Pe 16 iunie 2021, About You a devenit publică la Bursa de Valori din Frankfurt . Într-un plasament privat, investitorilor instituționali li s-au oferit aproximativ 36,6 milioane de acțiuni cu drept de vot la un preț de subscriere de 23 EUR per acțiune. Acțiunile au provenit în principal dintr-o majorare de capital și, într-o măsură mai mică, de la acționarii existenți. IPO -ul a făcut ca aproximativ 21% din acțiunile companiei să fi epuse în circulație liberă . Prețul de subscriere al acțiunilor corespunde unei valori de piață a companiei de aproximativ 3,9 miliarde de euro. Au fost strânse în total aproximativ 842 de milioane de euro.
Pe 11 decembrie 2024, Zalando a anunțat că va prelua About You în proporție de 100%. În acest scop, Zalando a încheiat acorduri obligatorii cu acționarii majoritari ai About You pentru a achiziționa acțiunile acestora, care reprezintă aproximativ 73% din capitalul social. Vânzarea About You către Zalando urmează să fie finalizată până în vara anului 2025. Se așteaptă ca prețul de achiziție să depășească un miliard de euro. Pe 20 ianuarie 2025, Zalando a depus oferta publică de preluare; aceasta nu este subiectul niciunui prag minim de acceptare. Tranzacția a fost finalizată pe 11 iulie 2025. Ca parte a achiziției, Zalando și-a mărit participația la un procent de 91,45% din acțiunile About You.

## Activitate comercială
Publicul țintă al About You include femei și bărbați cu vârste cuprinse între 18 și 49 de ani. Gama de produse a magazinului online include aproximativ 750.000 de articole de la aproximativ 3.800 de branduri (status în iunie 2025), inclusiv colecții exclusive.
În primul an pe piața din România, About You a obținut venituri de peste 100 milioane de euro și a vândut peste 3 milioane de articole.
De asemenea, brandul Edited poate fi găsit în magazinul online cu același nume în peste 100 de magazine partenere din Germania, Olanda, Belgia, Elveția, Austria, Danemarca și Cehia.
Cel mai important canal de vânzări este aplicația pentru smartphone, prin intermediul căreia sunt generate 75% din vânzări.

### Marketing
O caracteristică cheie a marketingului About You este colaborarea strânsă cu influencerii, numiți „idoli”, care își prezintă propriile ținute și uneori propriile colecții. Compania lucrează cu modele, artiști TV, actori și muzicieni cunoscuți, printre care Laura Giurcanu, INNA, Antonia și Alina Eremia. 
În România, magazinul online a fost lansat oficial printr-o campanie creativă de marketing însoțită de un eveniment spectaculos în București la care au participat peste 300 de influenceri, celebrități și jurnaliști.
Personalizarea este, de asemenea, una dintre strategiile de marketing urmărite de companie. Magazinul online About You generează un feed personalizat precum și o sortare personalizată a produselor pentru fiecare client, pe baza achizițiilor anterioare, a preferințelor pentru anumite branduri, persoane și grupuri de produse, precum și a probabilităților de a cumpăra ale persoanelor cu profiluri similare.
Marketingul companiei este considerat un exemplu de bună practică, primind numeroase premii și făcând obiectul mai multor analize.

### Evenimente de marketing
Din 2017 până în 2022, compania a găzduit premiile About You. Ceremonia anuală de decernare a premiilor pentru cei mai influenți creatori digitali a fost transmisă de canalul de televiziune ProSieben încă din 2018.
Mitzuu a fost singurul influencer român nominalizat în cadrul premiilor ABOUT YOU Awards. În 2022 el a fost nominalizat la categoria LIVE și a zburat direct la Milano, unde a trăit o experiență memorabilă, chiar dacă nu a câștigat.
În februarie 2019, About You a anunțat colaborarea cu organizatorul Festivalului Pangea (denumit din 2019 „About You Pangea Festival”), un eveniment muzical, sportiv și cultural organizat în Pütnitz, pe malul Mării Baltice.

## Premii
About You a primit ăn repetate rânduri premiul Shop Award pentru cel mai bun magazin online din partea revistei de specialitate Internet World Business: 
- în 2015 („Bester Online-Pureplayer” și „Best of Show”),[41]
- în 2016 („Bester Mobile Shop” și locul 3 la categoria „Bester Online-Pureplayer” pentru edited.de),[42]
- în 2017 și 2018 (fiecare cu premiile „Bester Online-Pureplayer”).[43][44]